# Ассоло
Ассоло (итал. Assolo) — коммуна в Италии, располагается в регионе Сардиния, в провинции Ористано.
Население составляет 485 человек (2008 г.), плотность населения составляет 30 чел./км². Занимает площадь 16 км². Почтовый индекс — 9080. Телефонный код — 0783.
Покровителем коммуны почитается святой Севастиан, празднование 20 января.

## Демография
Динамика населения:

## Администрация коммуны
- Официальный сайт: